# بريان بوش
بريان بوش (بالإنجليزية: Bryan Bush)‏ (25 أبريل 1925 ببرستل في المملكة المتحدة - 25 أغسطس 2008) هو لاعب كرة قدم بريطاني (وحمل سابقاً جنسية المملكة المتحدة لبريطانيا العظمى وأيرلندا) في مركز الهجوم. لعب مع نادي بريستول روفيرز ونادي بريستول سيتي وBitton A.F.C. ‏ وWells City F.C. ‏ وSoundwell F.C. ‏ وTrowbridge Town F.C. ‏.